# Harry Greenberg
Harry "Big Greenie" Greenberg (født 1909, død 22. november 1939) var en amerikansk gangster. Han var tilknyttet den jødisk-amerikanske mafia, hvor han blandt andet arbejde for og med sin barndomsven Benjamin "Bugsy" Siegel og for gangsterne Charlie "Lucky" Luciano og Meyer Lansky.

## Opvækst
Han blev født i Brooklyn i New York i 1909 af jødiske forældre. Han mødte på gaderne i New York Siegel og den senere leder af Murder, Inc. Louis Buchalter.

## Forbindelser til organiseret kriminalitet
Greenberg blev arresteret første gang i 1927 mistænkt for drabet på Benjamin Goldstein, der var blevet druknet. Han blev anholdt sammen med to øvrige personer, Joseph Lefkowitz og Irving Rubinzahl. Greenberg blev frikendt, og kun Lefkowitz blev dømt for drabet; han blev dog senere frikendt ved en appel. Under en razzia en 11. november 1928 blev han arresteret sammen med en række gangstere, blandt andre Siegel, Harry Teitelbaum, Louis Kravitz, Philip Kovolick, Hyman Holtz, Joseph Stacher og Jacob Shapiro. De fleste af disse udgjorde kernen i Murder Inc., der udførte drab for den amerikanske mafia.
I 1934 blev Siegel udsat for et attentat, hvor rivaliserende bander smed dynamit gennem en skorsten i en bygning, hvor Siegel befandt sig. To dage senere blev to medlemmer af den rivaliserende bande dræbt. Shapiro, Stacher, Greenberg og Siegel var involveret i drabene, men det formodes, at det var Siegel, der skød de to. I 1936 udførte Greenberg på Louis "Lepke" Buchalters ordre et angreb på et fagforeningskontor.

## Likvidering
Greenberg blev likvideret den 22. november 1939 af Bugsy Siegel, Whitey Krakow og Frankie Carbo, der var tilknyttet Lucchese-familien. Anklagemyndigheden hævdede, at Siegel havde kørt bilen til Greenbergs hjem og at Carbo skød Greenberg i hovedet fem gange. Greenberg havde angiveligt krævet $5,000 fra Buchalter for ikke at gå til politiet, hvilket havde fået Buchalter til at beordre Greenberg likvideret. Siegel blev tiltlt for drabet i 1940, men blev ikke dømt.
Det lykkedes politiet at få to tidlige lejemordere fra Murder, Inc. til at samarbejde med politiet og forklare om drabet på Harry Greenberg. De to lejemordere, Abe "Kid Twist" Reles og Allie "Tick Tock" Tannenbaum indvilligede i at afgive vidneforklaring, og der blev rejst tiltale mod Frankie Carbo som den hovedtiltalte for drabene. Allie Tannenbaum forklarede, at han havde bragt våbnene til Los Angeles fra New York, hvor han havde givet dem til Carbo og Siegel. Whitey Krakow, der havde været med under drabet på Greenberg blev myrdet i 1941. Samme år faldt Abe Reles under uklare omstændigheder ud af et vindue, mens han var under politibeskyttelse. Som følge af Reles' død var der ikke tilstrækkelige beviser, og sagen mod Carbo blev opgivet.